# Robin Rahm
Robin Rahm, född 13 september 1986 i Torsby, är en svensk professionell ishockeymålvakt som från säsongen 2014/2015 spelade i AIK. Under sin tid i Färjestads BK och Brynäs IF har han hunnit med 48 matcher i SHL. Rahm spelade senast i slovakiska H '05 Banská Bystrica åren 2020–2022.

## Bakgrund
Robin Rahm blev 2008 klar för den allsvenska klubben Borås HC, tanken var att han där skulle utvecklas i ett år till innan han gick tillbaks till Frölunda och spel i Elitserien. Rahm värvades inför säsongen 2009/2010 till Färjestads BK.
Säsongen 2006/2007 vaktade Rahm målet i 28 av de 36 matcher som Sunne spelade och han hade en räddningsprocent på 92,11 % och var därmed näst bäst av alla målvakter som spelade i division 1E. På 997 skott släppte han endast in 77 mål vilket blev ett snitt på 2,77 insläppta mål per match.
I Sunne hade han under sina 20 grundseriematcher en räddningsprocent på 91,98. Men trots storspel från både Rahm och hans målvaktskollega Jonas Sparring hamnade Sunne på en 5:e plats vilket resulterade i att de missade en playoffplats.
Säsongen 2007/2008 var Rahm utlånad till Borås HC och spelade även för Sunne, som är hans moderklubb. I Borås hade han efter säsongens slut en räddningsprocent på 94,7 % och han var en stor anledning till att Borås slog ut Björklöven i den första playoffrundan.
Säsongen 2009/2010 var Rahm andramålvakt i Färjestads BK och fick inte spela så många matcher i grundserien. I slutet av grundserien blev både Rahm och förstamålvakten Henrik Karlsson skadade och Rahm hade turen att bli spelklar först av dem. Rahm fick även förtroendet i slutspelet. Färjestad åkte dock ur slutspelet redan i kvartsfinalen mot Skellefteå AIK. Rahm hade räddningsprocent på 92,31 % i slutspelet. 
Säsongen 2010/2011 hann aldrig komma igång då Rahm den 5 augusti 2010 blev avstängd på grund av doping. Vid en rutinkontroll den 28 juni i Wåxnäshallen testades han av Riksidrottsförbundets dopningskommission, och ett positivt A-prov visade spår av anabola substanser. Han stängdes av i två år, till och med säsongen 2011/2012.
Inför ishockeysäsongen 2012/2013 presenterade Örebro HK den 26 juni 2012 Rahm som sitt sista nyförvärv. Rahm skulle ansluta sig till truppen efter att dopingavstängning löpt ut den 3 augusti 2012. Brynäs IF kontaktade Rahm och hans agent, då det var oklarheter om han var kontrakterad eller inte. Efter att det visade sig att Örebro hade ett avtal med honom, förhandlade Brynäs direkt med Örebro om en övergång. Den blev klar och presenterade den 5 juli 2012, och där övergångssumman uppgavs ligga mellan 300 000 och 400 000 kr.
Inför ishockeysäsongen 2014/2015 presenterades Rahm som AIK:s nya målvakt. Han började dock säsongen skadad men klev mer och mer in och tog över förstaspaden.

## Klubbar
- Sunne IK (moderklubb)
- Frölunda HC 2007/2008
- Borås HC (2007/2008 utlånad från Frölunda HC!)
- Färjestads BK 2009/2010
- Örebro HK 2012/2013 (Spelade dock aldrig)
- Brynäs IF 2012/2013
- AIK Ishockey 2014/2015